# Gyula Pekár
Gyula Pekár Rozsnyói (8. listopadu 1866 Debrecín – 19. srpna 1937 Budapešť) byl maďarský politik, spisovatel, novinář, poslanec, ministr, člen korespondent Maďarské akademie věd.

## Životopis
Narodil se v rodině Imreho Pekára (1838–1923) a Emmy rozené Pekárové (1841–1889). Jeho sourozenci byli: Imre (1865–1939), Kálmán (1867–1867), Margit (1869–1870), Jenő (1871–1873) a Alice Bíró (1879–1960). R. 1906 se oženil s Paulou rozenou von Falkenberg (1868–1949) – vdovou se čtyřmi dětmi, spolu děti neměli.
Gyula Pekár absolvoval školní docházku v Debrecíně, Budapešti a Bostonu, práva studoval ve Vídni a Budapešti. Tři roky byl advokátním koncipientem, poté se pod vlivem Zsigmonda Justha začal věnovat literatuře a v roce 1891 nastoupil jako novinář do Magyar Hírlap, který založil a redigoval Gyula Horváth. Cestoval po Evropě, tři roky studoval na Sorbonně a ovládal pět evropských jazyků. V roce 1899 král František Josef I. nobilitoval jeho otce Imreho a jeho potomky přídomkem Rozsnyó. V roce 1901 se stal členem Kisfaludyho Társaságnak a Petőfiho Társaságnak, (předsedou byl v letech 1920–1936). V témže roce se jako člen liberální strany stal poslancem za volební obvod Somlóvásárhely ve Veszprémské župě (1901–1905). V následujících volbách získal mandát v parlamentu za volební obvod Técső v župě Máramaros (1910–1918).
V letech 1918–1935, s výjimkou období Astrové revoluce a Maďarské sovětské republiky, byl poslancem za Keresztény Nemzeti Egyesülés Pártja (1919–1922), Egységes párti (1922–1932) a poté za Nemzeti Egység Pártja (1932–1939). Jako předseda Fehérház Bajtársi Egyesület se podílel na Fridrichově puči 6. srpna 1919. Od srpna 1919 do června 1921 byl státním ministrem pro náboženství a školství. Od 27. srpna 1919 do 24. listopadu 1919 působil jako ministr bez portfeje ve Friedrichově vládě, jako ministr vedl jednání s Ententou. Byl stálým zástupcem Maďarska ve Společnosti národů. V roce 1925 ho jmenovali předsedou dozorčí rady Filmipari Alap. Ve 20. letech 20. století se stal jednou z vůdčích osobností Turániho Társaságnak – maďarské zahraniční společnosti, a byl také členem Magyar Mickiewicz Társaságnak, jejímž cílem bylo podporovat polsko-maďarské vztahy.
Gyulův skromný spisovatelský talent byl oceněn – podle jeho dramatu A táncz (premiéra 1901) byl natočen film, k dalším dílům patří A szép Pongráczné krinolinja (premiéra 1931) a A kölcsönkért kastély. Většina jeho her, povídek a románů vyšla v nakladatelství Singer a Wolfner. Zároveň je pamětihodná Adyho zdrcující kritika: "člověk je nucen přijmout Ference Herczega jako spisovatele jen proto, že jím je Gyula Pekár".

### Ocenění (výběr)
- Cena MTA Péczelyho (1910)
- MTA Vojnitsova cena (1915, 1921)

## Dílo (výběr)
- A táncz: történeti tanulmány három szakaszban. Budapest: Uránia Magyar Tudományos Színház, 1901, 65 o.
- Livió főhadnagy: regény két kötetben. Budapest: Singer és Wolfner, [1901] (Ser, Egyetemes regénytár; XVI. 10–11. sz.) Egybekötve
- Pasztellek: [elbeszélések]. Budapest: Singer és Wolfner, 1902, 283 o. (Ser. Színes könyvek)
- A táncz: La danse: conférence historique en trois parties / par Gyula de Pekár; [éd. par] Théâtre Scientifique Hongrois "Urania". Budapest: Théâtre Scientifique Hongrois "Urania", 1903. 63 o. ill.
- Mátyás és Beatrix. Történeti dráma négy felvonásban, előjátékkal. Budapest: Singer és Wolfner, 1904
- Bizánc kulturája. Budapest: Franklin-Társulat nyomdája, 1907
- Hatalom: regény. Budapest: Singer és Wolfner, 1917, 32 o. (Milliók könyve; 25.)
- Delilah nyoszolyája és egyéb elbeszélések: [új lenyomat] Budapest: Singer és Wolfner, 1918, 157 o. (Ser. Egyetemes regénytár 21. 11. sz.)
- Magyar költők szerelmei: [elbeszélések]. [Budapest]: Singer: Wolfner, [1920], 183 o.
- Lord Burlington arcképe: regény. Budapest: Singer és Wolfner, 1925, 158 o.
- Liliomos asszony (olasz) La dama del giglio. Idillio rococo / Gyula Pekár; trad. de Franco Vellani Dionisi. Bologna: Cappelli, 1928, 243 o. (regény)
- Tisza István végnapjai. Debrecen: Városi Nyomda, 1932, 15 o. (Ser. A Debreceni Tisza István Tudományos Társaság I. osztályának kiadványai ; 5. köt. 4. sz.)
- Amazon cárnők: elbeszélések. Budapest: Singer és Wolfner, 1937, 92 o.
- Ultima canzone: elbeszélések. Budapest: Singer és Wolfner, 1939, 267 o.
- Himfy szerelmei. Budapest: Interim, [1990], 29 o. (Ser. Diana regénytára: 0865-6290; 1.)

### V češtině
- Bílá dáma: román – přeložil A. B. Šťastný. Jílemnice: Alois Neubert, 1901
- Atalantin polibek – úvod František Sekanina; ze sbírky Atalantin polibek př. Karel Šarlich; in: 1000 nejkrásnějších novel... č. 66. Praha: J. R. Vilímek, 1914